# 野性的呼唤
《野性的呼唤》（英語：The Call of the Wild，又名《荒野的呼唤》）是作家杰克·伦敦于1903年发表的著名小说。故事叙述一只名叫巴克的狗历经磨难，最终回到自然的野生环境的故事。
《野性的呼唤》为一部动物冒险小说，是美国文学史上的经典作品，被誉为“世界上读得最多的美国小说”。小说中体现的主题——推崇战胜敌人后而存活所需的力量与勇气，一直是杰克·伦敦创作的核心思想。小说不仅十分畅销，后来被多次改编成电影。

## 情节
本書的主角是一只叫巴克（Buck）的大型雜種狗。巴克原本生活于一個無憂無慮的法官家庭中，卻被好賭的園丁拉得偷走賣給了一個壯漢，然後又被帶到一個小屋等買家的到來。
幾經轉手，巴克被賣到了育空地區。在一位負責遞送公文的郵差手下當雪橇犬。而巴克也漸漸的適應了北極的寒冷，也在這裡學會了如何在弱肉強食的情況下生存。在狗群中，巴克露出了他的野心，在一次機會下打敗了原本雪橇隊中的首領，並讓自己登上了領導者的地位。
巴克的隊伍在休息不足的情況下，狗兒們的身體越來越差，結果被郵局淘汰，廉價地被賣到了脾氣暴躁的新主人手中。在新主人的凌虐下，奄奄一息的巴克被好心的桑頓救了下來。巴克自此對桑頓忠心耿耿，並于急流中救了主人一命。
在主人在淘金冒險途中被印第安人殺害后，巴克爲了報仇而以鋒牙利爪殺掉了他們。而後，巴克加入了狼群中，帶著狼群覓食，成爲了人們聞之喪膽的狗魔。

## 外部連結
- LibriVox中的公有领域有声书《The Call of the Wild》